# Battaglia di the Head of Passes
La battaglia di the Head of Passes, avvenuta il 12 Ottobre, 1861, fu il primo grande scontro navale della guerra di secessione.

## Lo scontro
La prima vera e propria battaglia della Marina Federale con la neonata Marina Confederata avvenne il 12 ottobre 1861, quando una squadriglia federale, composta da Richmond, Vincennes, Preble e Water Witch, tentando di forzare la foce del Mississippi, incontrò una squadrone della Marina Confederata composto dalla navi Manassas (ariete corazzato), Mc Rae, Ivy, Tuscarora, Calhoun, Jackson e dal rimorchiatore Watson. Lo scontro si risolse in una vittoria tattica dello squadrone confederato, che costrinse le navi nemiche a ritirarsi.